# Solaris (pel·lícula de 1972)
Solaris (en rus: Соля́рис, transliterat: Soliaris) és el tercer llargmetratge d'Andrei Tarkovski, estrenada el 1972 i doblada al català.
Solaris va guanyar el Gran Premi del Jurat al Festival de Cannes de 1972 i va ser nominat a la Palma d'Or. Va rebre elogis de la crítica i sovint se'l cita com una de les pel·lícules de ciència-ficció més grans de la història del cinema. La pel·lícula va ser l'intent de Tarkovsky d'aportar una major profunditat emocional a les pel·lícules de ciència-ficció; va veure la majoria de les obres occidentals del gènere, inclosa 2001: una odissea de l'espai (1968), com a poc profundes a causa del seu enfocament en la invenció tecnològica. Algunes de les idees que Tarkovsky expressa en aquesta pel·lícula es desenvolupen a la seva pel·lícula Stalker (1979).

## Argument
Des del seu descobriment, el planeta Solaris representa el major misteri al qual la humanitat mai no s'ha enfrontat. L'única forma de vida que s'hi troba és un oceà de matèria protoplàsmica que en recobreix tota la superfície. Segons una teoria, aquest oceà seria una criatura intel·ligent, un gegantí cervell a l'escala del planeta. Malgrat nombroses recerques, no ha pogut ser establert cap contacte amb aquesta criatura. Després de molts anys explorant l'espai, els terrícoles havien descobert finalment una altra forma de vida intel·ligent però cap comunicació no sembla possible amb ella. La solarística, la ciència que estudia l'oceà de Solaris, travessa una crisi greu. La gegantina estació d'observació concebuda originàriament per acollir més de vuitanta persones no acull avui més que un contingent reduït de tres científics i es considera fins i tot tancar-la definitivament.
Les coses són en aquest punt quan arriba un estrany missatge enviat pel doctor Gibbarian, un dels científics a bord de l'estació Solaris. Les autoritats decideixen enviar sobre el terreny el doctor Kris Kelvin, un psicòleg cèlebre per les seves recerques sobre l'oceà de Solaris i un antic alumne de Gibbarian. Haurà de descobrir el que passa i igualment definir si és necessari mantenir l'estació en activitat. Kelvin és un home molt intel·ligent però turmentat, es recupera malament del suïcidi de la seva dona Khari, fa alguns anys i del qual se sent responsable.
Havent arribat a bord de l'estació Solaris, Kelvin descobreix que Gibbarian s'ha suïcidat i que els dos altres científics, Snaut i Sartorius, presenten símptomes d'un deliri paranoic inquietant. Comprova igualment la presència de persones estrangeres, que els dos altres científics semblen voler amagar. El matí de la primera nit que passa a bord, es desperta i descobreix Khari, viva davant d'ell. Creu haver-se tornat boig però s'ha de rendir finalment a la conclusió que aquesta dona és real, com els altres «visitants» que freqüenten els membres de l'estació. Són de fet creacions de l'oceà de Solaris i han començat a aparèixer poc de temps després d'una experiència duta pels tres científics per tal d'obtenir una reacció de part de l'oceà. Kelvin comença una nova relació amb la còpia de la dona que ha estimat abans i de qui ignora la seva verdadera naturalesa. Aquesta accepta el seu amor però les coses no són tan simples malgrat tot, ja que Kelvin no ha d'oblidar que no és sobre la Terra sinó sobre Solaris i sobre un planeta on els records es fan realitat, val més no viure massa en el passat sota pena de restar-ne presoner.

## Anàlisi
La pel·lícula de Tarkovski reprèn la trama general de la novel·la de Stanisław Lem i algunes escenes són molt ben trobades, malgrat les diferències, tant en el fons com en la forma. Contràriament a la novel·la, la pel·lícula comença a la Terra, amb una escena en el transcurs de la qual Kelvin enraona amb Berton, un pilot d'helicòpter que ha observat estranys fenòmens en una missió de salvament però el testimoniatge del qual mai no ha estat pres seriosament per les autoritats. Aquesta escena (igualment present a la novel·la però que té lloc més tard en el relat sota la forma d'un informe que llegeix Kelvin) és molt interessant, ja que descobreix moltes informacions sobre l'oceà, i permet comprendre millor la seva naturalesa profundament estranya i la relació que els humans mantenen amb ell.
Els personatges són bastant fidels als de la novel·la, igual que l'estació Solaris, immensa i quasi abandonada, últim vestigi d'una època passada. El ritme de la pel·lícula és més aviat lent, contemplatiu, sobretot en algunes escenes que són introspectives: Kelvin observant les herbes en un rierol, Khari estudiant minuciosament els detalls d'una pintura, etc. L'oceà pensant de Solaris apareix breument pels ulls de bou de l'estació, de fet se'l sent més que no es veu, un grunyit sord continu recorda la seva presència en tot moment. En aquell temps els mitjans tècnics i el pressupost de la pel·lícula no permetien fer-ne més. Cap al final de la pel·lícula, Tarkovski deriva de l'assumpte inicial (l'oceà de Solaris i l'enigma que representa) per anar a una interrogació més general sobre l'exploració espacial, la vida, la mort i la cerca de l'amor. S'enfoca igualment sobre la relació entre Kelvin i la còpia de Khari, molt més que a la novel·la. La capacitat de l'oceà a materialitzar dels «visitants» a partir dels records dels ocupants de l'estació és per a ell l'ocasió d'abordar el tema de la relació que els individus mantenen amb el seu passat.
A la seva estrena, la pel·lícula va suscitar una reacció negativa de part de Stanisław Lem, que ho trobava massa allunyat de la seva novel·la. Tanmateix, malgrat les llibertats que el seu realitzador s'ha pres respecte a l'obra original, la pel·lícula de Tarkovski constitueix un relat emocionant i humanista, servit per excel·lents intèrprets i una música captivadora.

## Repartiment
- Natàlia Bondartxuk: Khari
- Donatas Banionis: Kris
- Jüri Järvet: Snaut

## Al voltant de la pel·lícula
- La novel·la de Stanislas Lem ha donat lloc a un remake, estatunidenc, el 2002, dirigit per Steven Soderbergh amb George Clooney: Solaris.